# Roberto Citran

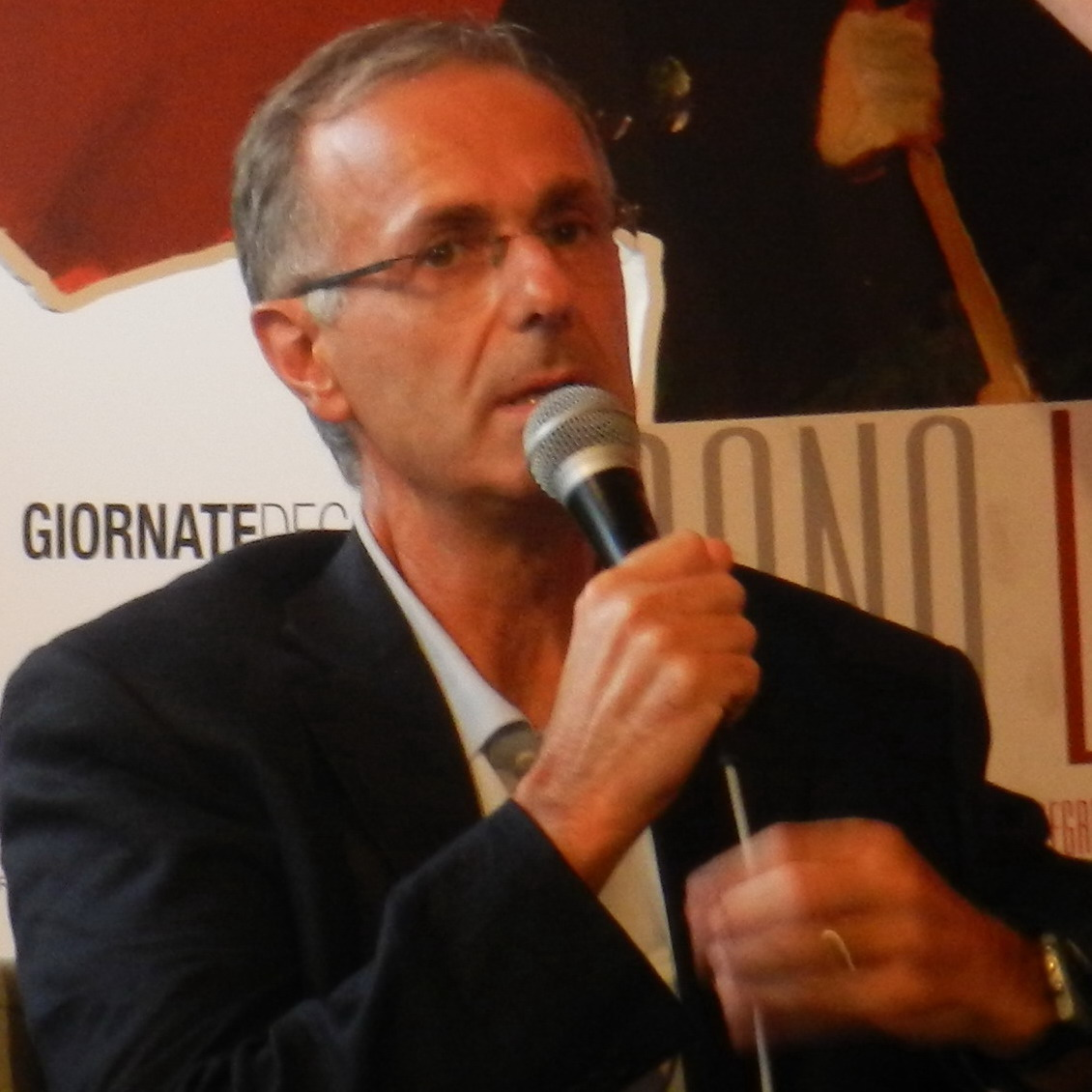
Roberto Citran

Roberto Citran (* 26. Januar 1955 in Padua) ist ein italienischer Schauspieler.

## Leben
Citran machte einen Abschluss in Psychologie und war in seiner Schul- und Studienzeit politisch wie auch im Universitäts-Filmclub „CinemaUno“ aktiv. Auf der Laienbühne spielte er ab 1979 mit Vasco Mirandola als Komikerduo Punto & Virgola; häufig waren sie in Fernsehsendungen zu Gast. Dank seines Bekannten aus Padua, Regisseur Carlo Mazzacurati, kam Citran zum Film. Nach einem 16mm-Werk übernahm er eine kleine Rolle im 1987 gedrehten Notte italiana und wurde zum Hauptdarsteller des darauf folgenden Il prete bello in der Rolle des Pastors „Don Gastone“, der zu Zeiten des Faschismus sein Herz an ein Mädchen verliert. In der Folgezeit wurde Citran – hochgewachsen, schlank, mit kontrollierter Diktion und seine Herkunft aus der Provinz oftmals bewusst einsetzend – von mehrheitlich jungen Regisseuren verpflichtet und spielte in vielen bemerkenswerten Werken wichtige Rollen: den vom Duschen besessenen Schauspieler in Kleine Mißverständnisse, den Vater des kleinen „Isacco“ in Ein Häuschen aus Kristall, den in aus Angst vor seinen Gläubigern in einer versteckten Hütte lebenden Exzentriker in Chiedi la luna, den Telefontechniker in Condominio. Für seine Leistung in Il toro (als bescheiden-naiver Bauer „Loris“) wurde Citran 1994 mit dem Coppa Volpi ausgezeichnet.
Ab den 1990er Jahren drehte Citran auch international, so mit Ewan McGregor und unter Peter Greenaway, Terry George und Rob Marshall. In jüngeren Jahren zeigt sich eine Tendenz zur Mitwirkung bei Verfilmungen religiöser Stoffe.
Gelegentlich arbeitete Citran auch als Regisseur für Radioarbeiten und als Herausgeber.

## Filmografie (Auswahl)
- 1987: Notte italiana
- 1989: Il prete bello
- 1989: Ein Häuschen aus Kristall (Corsa di primavera)
- 1989: Kleine Mißverständnisse (Piccoli equivoci)
- 1994: Cops (Poliziotti)
- 1995: Für Ehre und Vaterland (Marciando del buio)
- 1996: Atempause (La tregua)
- 1997: La terza luna
- 1998: Adoptiert (Torniamo in casa)
- 2003: The Tulse Luper Suitcases, Part III
- 2004: Johannes XXIII. – Für eine Welt in Frieden (Il papa buono)
- 2004: Das Leben, das ich immer wollte (La vita che vorrei)
- 2006: Papa Luciani – Il sorriso di Dio (Fernsehfilm)
- 2007: Gauner wider Willen (MI fido di te)
- 2009: Die 1000-Euro-Generation (Generazione mille Euro)
- 2011: Venezianische Freundschaft (Io sono Li)
- 2012: Ihr Name war Maria (Maria di Nazaret)
- 2013: Zoran – Mein Neffe der Idiot (Zoran il mio nipote scemo)
- 2015: Alex & Co. (Fernsehserie)
- 2016: Una nobile causa
- 2018–2021: The Hunter (Il Cacciatore, Fernsehserie)
- 2021: Chiara Lubich – Die Liebe besiegt Alles (Chiara Lubich – L’amore vince tutto)
- 2021: Diabolik
- 2021: Welcome Venice
- 2024: Berlinguer La grande ambizione
- 2025: The Last One for the Road (Le città di pianura)